# Palmeirina
Palmares est une municipalité brésilienne située dans l'État du Pernambouc.